# Арбил (област)
Вижте пояснителната страница за други значения на Арбил.
Арбил, известен още като Ирбил и Ербил, е една от 18-те административни области в Ирак. Административният ѝ център е едноименният град Арбил. Областта се намира в северната част на страната.
Областта заема площ от 14 428 км2. Населението ѝ през 2001 г. е 1 134 300 души. Населена е главно от кюрди и от арабски и туркменски малцинства. От 1974 е част от Кюрдския автономен регион в Северен Ирак.
По оценка за юли 2018 г. населението е 1 854 778 жители.
Стопанството на областта зависи предимно от земеделската продукция, като известен дял в икономиката има и нефтеното производство. Конфликтът между Саддам Хюсеин и иракските кюрди оказва отрицателно влияние върху областта, въпреки че много местни са материално осигурени и дори забогатяват от контрабанда.
Южнокорейският контингент „Зайтун“, в чийто състав влизат около 3000 войници, е изпратен в областта през август 2004 за да извършва мироопазващи и мироподдържащи операции.
В Арбил има много асирийци. Преди около 2000 години в днешната област е съществувало асирийското царство Адиабене. Арбил се намира в сърцето на Древна Асирия.